# Auguste Sourdin
Auguste Sourdin, né le 6 janvier 1900 à Paris et décédé le 2 mai 1972 à Lyon, est un athlète français, spécialiste du 3 000 mètres. 

## Biographie
Il remporte l'épreuve du 3 000 mètres lors des championnats de France d'athlétisme 1922. Il représente la France à deux reprises lors de rencontres athlétiques contre la Finlande et la Belgique. 

## Palmarès
| Date | Compétition                         | Lieu     | Résultat | Épreuve      | Marque         |
| ---- | ----------------------------------- | -------- | -------- | ------------ | -------------- |
| 1922 | Championnats de France d'athlétisme | Colombes | 1er      | 3 000 mètres | 8 min 55 s 4/5 |
| 1923 | Championnats de France d'athlétisme | Paris    | 2e       | 3 000 mètres | 9 min 20 s 0   |